# USA:s ambassadör i Frankrike
USA:s ambassadör i Frankrike (engelska: Ambassador of the United States to France, franska: Ambassadeur des États-Unis en France) är chef för USA:s diplomatiska beskickning i Frankrike. Beskickningschefens titel var minister fram till 1893, varefter titeln ambassadör togs i bruk.

## Ämbetsinnehavare
Nedanstående lista är en kronologisk förteckning över de som innehaft befattningen:
| Nr | Bild | Namn                              | Period    |
| -- | ---- | --------------------------------- | --------- |
| 1  |      | Benjamin Franklin (minister)      | 1779–1785 |
| 2  |      | Thomas Jefferson (minister)       | 1785–1789 |
| 3  |      | William Short (minister)          | 1790–1792 |
| 4  |      | Gouverneur Morris (minister)      | 1792–1794 |
| 5  |      | James Monroe (minister)           | 1794–1796 |
| 6  |      | Robert R. Livingston (minister)   | 1801–1804 |
| 7  |      | John Armstrong (minister)         | 1804–1810 |
| 8  |      | Joel Barlow (minister)            | 1811–1812 |
| 9  |      | William H. Crawford (minister)    | 1813–1815 |
| 10 |      | Albert Gallatin (minister)        | 1816–1823 |
| 11 |      | James Brown (minister)            | 1824–1829 |
| 12 |      | William Cabell Rives (minister)   | 1829–1832 |
| 13 |      | Edward Livingston (minister)      | 1833–1835 |
| 14 |      | Lewis Cass (minister)             | 1836–1842 |
| 15 |      | William R. King (minister)        | 1844–1846 |
| 16 |      | Richard Rush (minister)           | 1847–1849 |
| 17 |      | William Cabell Rives (minister)   | 1849–1853 |
| 18 |      | John Y. Mason (minister)          | 1854–1859 |
| 19 |      | Charles J. Faulkner (minister)    | 1860–1861 |
| 20 |      | William L. Dayton (minister)      | 1861–1864 |
| 21 |      | John Bigelow (minister)           | 1865–1866 |
| 22 |      | John Adams Dix (minister)         | 1866–1869 |
| 23 |      | Elihu B. Washburne (minister)     | 1869–1877 |
| 24 |      | Edward F. Noyes (minister)        | 1877–1881 |
| 25 |      | Levi P. Morton (minister)         | 1881–1885 |
| 26 |      | Robert Milligan McLane (minister) | 1885–1889 |
| 27 |      | Whitelaw Reid (minister)          | 1889–1892 |
| 28 |      | T. Jefferson Coolidge (minister)  | 1892–1893 |
| 29 |      | James B. Eustis                   | 1893–1897 |
| 30 |      | Horace Porter                     | 1897–1905 |
| 31 |      | Robert Sanderson McCormick        | 1905–1907 |
| 32 |      | Henry White                       | 1907–1909 |
| 33 |      | Robert Bacon                      | 1909–1912 |
| 34 |      | Myron T. Herrick                  | 1912–1914 |
| 35 |      | William Graves Sharp              | 1914–1919 |
| 36 |      | Hugh Campbell Wallace             | 1919–1921 |
| 37 |      | Myron T. Herrick                  | 1921–1929 |
| 38 |      | Walter Evans Edge                 | 1929–1933 |
| 39 |      | Jesse I. Straus                   | 1933–1936 |
| 40 |      | William Bullitt                   | 1936–1940 |
| 41 |      | William D. Leahy                  | 1941–1942 |
| 42 |      | Jefferson Caffery                 | 1944–1949 |
| 43 |      | David K.E. Bruce                  | 1949–1952 |
| 44 |      | James Clement Dunn                | 1952–1953 |
| 45 |      | C. Douglas Dillon                 | 1953–1957 |
| 46 |      | Amory Houghton                    | 1957–1961 |
| 47 |      | James M. Gavin                    | 1961–1962 |
| 48 |      | Charles E. Bohlen                 | 1962–1968 |
| 49 |      | Sargent Shriver                   | 1968–1970 |
| 50 |      | Arthur K. Watson                  | 1970–1972 |
| 51 |      | John N. Irwin II                  | 1973–1974 |
| 52 |      | Kenneth Rush                      | 1974–1977 |
| 53 |      | Arthur A. Hartman                 | 1977–1981 |
| 54 |      | Evan G. Galbraith                 | 1981–1985 |
| 55 |      | Joe M. Rodgers                    | 1985–1989 |
| 56 |      | Walter Curley                     | 1989–1993 |
| 57 |      | Pamela Harriman                   | 1993–1997 |
| 58 |      | Felix Rohatyn                     | 1997–2000 |
| 59 |      | Howard H. Leach                   | 2001–2005 |
| 60 |      | Craig Roberts Stapleton           | 2005–2009 |
| 61 |      | Charles Rivkin                    | 2009–2013 |
| 62 |      | Jane D. Hartley                   | 2014–2017 |
| 63 |      | Jamie McCourt                     | 2017–2021 |
| 64 |      | Denise Bauer                      | 2022–     |